# Список объектов всемирного наследия ЮНЕСКО в Иордании
В списке Всеми́рного насле́дия ЮНЕ́СКО в Иордании значится 5 наименований (на 2017 год), это составляет 0,4 % от общего числа (1223 на 2024 год). 4 объекта включены по культурным критериям, причём три из них признаны шедеврами человеческого гения (критерий i) и 1 — по смешанным критериям.  Кроме этого, по состоянию на 2017 год, 14 объектов на территории Иордании находятся в числе кандидатов на включение в список всемирного наследия. Иордания ратифицировала Конвенцию об охране всемирного культурного и природного наследия 5 мая 1975 года.

## Список
В данной таблице объекты расположены в хронологическом порядке их добавления в список всемирного наследия ЮНЕСКО.
| № | Изображение | Название | Расположение          | Тип        | Время создания | Год внесения в список | №    | Критерии    |
| - | ----------- | --- | --------------------- | ---------- | -------------- | --------------------- | ---- | ----------- |
| 1 |             | Древний город Петра | город Петра           | Культурный | —              | 1985                  | 326  | i, iii, iv  |
| 2 |             | Древняя резиденция халифов Кусайр-Амра                                                                                 | Эз-Зарка (мухафаза)   | Культурный | —              | 1985                  | 327  | i, iii, iv  |
| 3 |             | Археологические находки в Умм-эр-Расасе (Кастрон-Мефъа)                                                                | Мадаба (мухафаза)     | Культурный | —              | 2004                  | 1093 | i, iv, vi   |
| 4 |             | Охраняемый район Вади-Рам                                                                                              | Акаба (мухафаза)      | Смешанный  | —              | 2011                  | 1377 | iіі, v, vii |
| 5 |             | Вифавара, место крещения Иисуса Христа                                                                                 | река Иордан           | Культурный | —              | 2015                  | 1446 | iіі, iv     |
| 6 |             | Ас-Сальт — место терпимости и городского гостеприимства (англ. As-Salt - The Place of Tolerance and Urban Hospitality) | Эль-Балка             | Культурный | —              | 2021                  | 689  | ii, iii     |
| 7 |             | Умм-эль-Джималь | Эль-Мафрак (мухафаза) | Культурный | I тыс. н.э.    | 2024                  | 1721 | iii         |

## Предварительный список
В таблице объекты расположены в порядке их добавления в предварительный список. В данном списке указаны объекты, предложенные правительством Иордании в качестве кандидатов на занесение в список всемирного наследия.
| №  | Изображение | Название                        | Расположение          | Тип        | Время создания      | Год внесения в список | №    | Критерии         |
| -- | ----------- | ------------------------------- | --------------------- | ---------- | ------------------- | --------------------- | ---- | ---------------- |
| 1  |             | Поселение Касталь               | Амман (мухафаза)      | Культурный | С VII века          | 2001                  | 1550 | i, iii, iv       |
| 2  |             | Святилище Лота в Дейр-Айн-Абата |                       | Культурный | VI век              | 2001                  | 1551 | i, iii, iv       |
| 3  |             | Замок Монреаль                  | Маан (мухафаза)       | Культурный | XII век             | 2001                  | 1552 | i, iii, iv       |
| 4  |             | Каср Бшир — римское укрепление  |                       | Культурный | С III века          | 2001                  | 1553 | i, iii, iv       |
| 5  |             | Пелла                           | Ирбид (мухафаза)      | Культурный | Со II века          | 2001                  | 1554 | i, iii, iv       |
| 6  |             | Дворец Каср эль-Мшатта          | Амман (мухафаза)      | Культурный | VIII век            | 2001                  | 1555 | i, iii, iv       |
| 7  |             | Город Абила                     | Ирбид (мухафаза)      | Культурный | С I века н. э.      | 2001                  | 1557 | i, iii, iv       |
| 8  |             | Гадара                          | Ирбид (мухафаза)      | Культурный | С III века до н. э. | 2001                  | 1558 | i, iii, iv       |
| 9  |             | Джараш                          | Джараш (мухафаза)     | Культурный | С 2000 г. до н. э.  | 2004                  | 1856 | iii, iv          |
| 10 |             | Биосферный заповедник Дана      | Эт-Тафила (мухафаза)  | Смешанный  | —                   | 2007                  | 5155 | iv, vii, viii, x |
| 11 |             | Заповедник Азрак                | Эз-Зарка (мухафаза)   | Смешанный  | —                   | 2007                  | 5156 | iv, v, x         |
| 12 |             | Природный заповедник Муджиб     | Эль-Карак (мухафаза)  | Природный  | —                   | 2007                  | 5158 | vii, viii        |
| 13 |             | Пустыня Аль-Харра               | Эль-Мафрак (мухафаза) | Культурный | С I века до н. э.   | 2019                  | 6425 | iii, v           |